# Candoso e Carvalho de Egas
Candoso e Carvalho de Egas (llamada oficialmente União das Freguesias de Candoso e Carvalho de Egas) es una freguesia portuguesa del municipio de Vila Flor, distrito de Braganza.

## Historia
Fue creada el 28 de enero de 2013 en aplicación de una resolución de la Asamblea de la República de Portugal promulgada el 16 de enero de 2013 con la unión de las freguesias de Carvalho de Egas y Candoso, pasando su sede a estar situada en la antigua freguesia de Candoso.

## Demografía
| Gráfica de evolución demográfica de Candoso e Carvalho de Egas entre 2011 y 2021 |
|                                                                                  |
| Datos según el nomenclátor publicado por el INE portugués.                       |